# Politiek
Politiek is de wijze waarop in een samenleving de verschillende, vaak tegenstrijdige belangen van groepen en individuen tot hun recht komen. Dit gebeurt via onderhandelingen, op de verschillende bestuurlijke en maatschappelijke niveaus. Waar de scheidslijn loopt tussen respectievelijk het politieke, het ethische en het sociale is een omstreden vraag. De meeste wetenschappers erkennen dat er sprake moet zijn van enig potentieel tot het gebruik van macht of geweld, om een vraagstuk als politiek te bestempelen.
Politiek wordt ook wel omschreven als de reeks activiteiten die het nemen van beslissingen tussen tegengestelde groepen, of tussen individuen binnen een groep, betreft. Machtsverhoudingen tussen respectievelijk groepen of individuen, zoals het bezit van middelen of sociale status spelen een rol in deze dynamiek. De beslissing van een politiek conflict komt neer op een verplaatsing van macht van de ene groep of persoon naar de andere. 
De beoefenaar van een politiek ambt of functie heet bij mannen een politicus, bij vrouwen een politica.

## Etymologie en definities
Politiek komt van het Oudgriekse πολιτεία ('politeia') met de volgende betekenissen: 
- de burgerlijke samenleving
- het leven als individueel burger in de samenleving
- de staat
- staatsvorm
- stads- of staatsbestuur.

### Griekse oudheid
De term politiek doet zijn intrede in de Griekse oudheid, met de opkomst van de polis of stadstaat. Politikos verwees naar alles wat de burgermaatschappij in de stadstaat betrof, en stond tegenover idiotès, dat "privaat", "gewone man" of "individu" betekende. De oude Grieken maakten dus geen onderscheid tussen "politiek" en "sociaal". Deze opvatting van het begrip politiek werd door de Romeinen overgenomen als politicus of civilis, ter aanduiding van de situatie in de Romeinse Republiek. Bij de stichting van het Romeinse Rijk raakte het begrip in onbruik.

### Vroegmoderne tijd
Politiek als begrip deed opnieuw haar intrede in het vroegmoderne Europa, toen het feodalisme plaats maakte voor een nieuwe burgerlijke maatschappij, belichaamd door republieken. In deze tijd verwierf het de bijbetekenis 'de staat betreffend', ongeacht de bestuurlijke inrichting van de staat.

### Negentiende eeuw
De opkomst van de grote ideologieën, met name het liberalisme en het socialisme in de 19e eeuw, voegde een derde betekenis aan het woord toe: de strijd tussen verschillende, ideologisch gemotiveerde groepen. Wanneer gesproken wordt over het einde van de politiek of, in de woorden van Slavoj Žižek,  van een postpolitieke maatschappij, dan wordt deze betekenis bedoeld.

## Politisering
Politisering is het tot een politiek vraagstuk maken van een eigenlijk niet-politiek onderwerp, om hierover een politiek debat uit te lokken. Het tegenovergestelde is depolitisering, het beëindigen van een politieke discussie over een onderwerp, bijvoorbeeld door hierover een duidelijke politieke beslissing te nemen.
Politisering kan een, al dan niet oneigenlijke, manier zijn om een onderwerp controversieel te maken en zo op de 'politieke agenda' te krijgen.

## Politiek in de context van schaarste
Politiek gaat over de vraag "wie krijgt wat, wanneer en hoe?" (Lasswell, 1936). Politiek gaat doorgaans om het oplossen van het verdelingsvraagstuk, in de economische context van de schaarste van goederen. Vandaar dat politiek altijd betrekking heeft op de strijd tussen de verschillende groepen binnen een samenleving, om schaarse middelen als geld, menskracht en expertise.

## Politiek en conflicten
De meeste theoretici erkennen ook dat een politiek conflict gemakkelijk kan degraderen tot een nulsomspel, waarbij de ene partij evenveel wint als de ander erbij inschiet.
Lenin stelde dat politiek gaat over de vraag "wie kan wat aan wie aandoen", in het Russisch 'Kto-Kgo' (wie-wat). Politiek wetenschapper Harold Lasswell meende dat politiek gaat over "wie krijgt wat, wanneer en hoe".
Politiek gaat ook over het beslechten van morele verschillen van mening, die voldoende ernstig zijn om een sociaal conflict te kunnen veroorzaken. In dat geval zal een gezamenlijk overeengekomen proces van arbitrage de kans op geweld verminderen — een belangrijk doel van elke beschaving. De theoreticus Bernard Crick hangt deze zienswijze aan, evenals het idee dat politiek eenvoudig "ethiek in het publiek" zou zijn: publieke belangengroepen kunnen het met elkaar (on)eens zijn, discussie voeren, en actie ondernemen om een gewenst resultaat te verkrijgen.

## Factoren in de politiek
Naast de regering spelen de journalistiek, religieuze groepen, politieke activisten, lobby's en economische systemen een rol in de politiek. Zij hebben invloed op de onderhandelingen en beslissingen. In Nederland zijn belangrijke actoren de werkgevers en de vakbonden. Dit komt tot uitdrukking in het poldermodel.
Auteurs van politieke studies hebben nagedacht over (en invloed uitgeoefend op) de politieke systemen in de wereld. Niccolò Machiavelli schreef rond 1513 De Heerser, een scherpe analyse van de machtspolitiek. Karl Marx en Friedrich Engels schreven in 1848 het Communistisch Manifest, dat een van de meest invloedrijke werken van de 19e eeuw werd.

## Politicologie

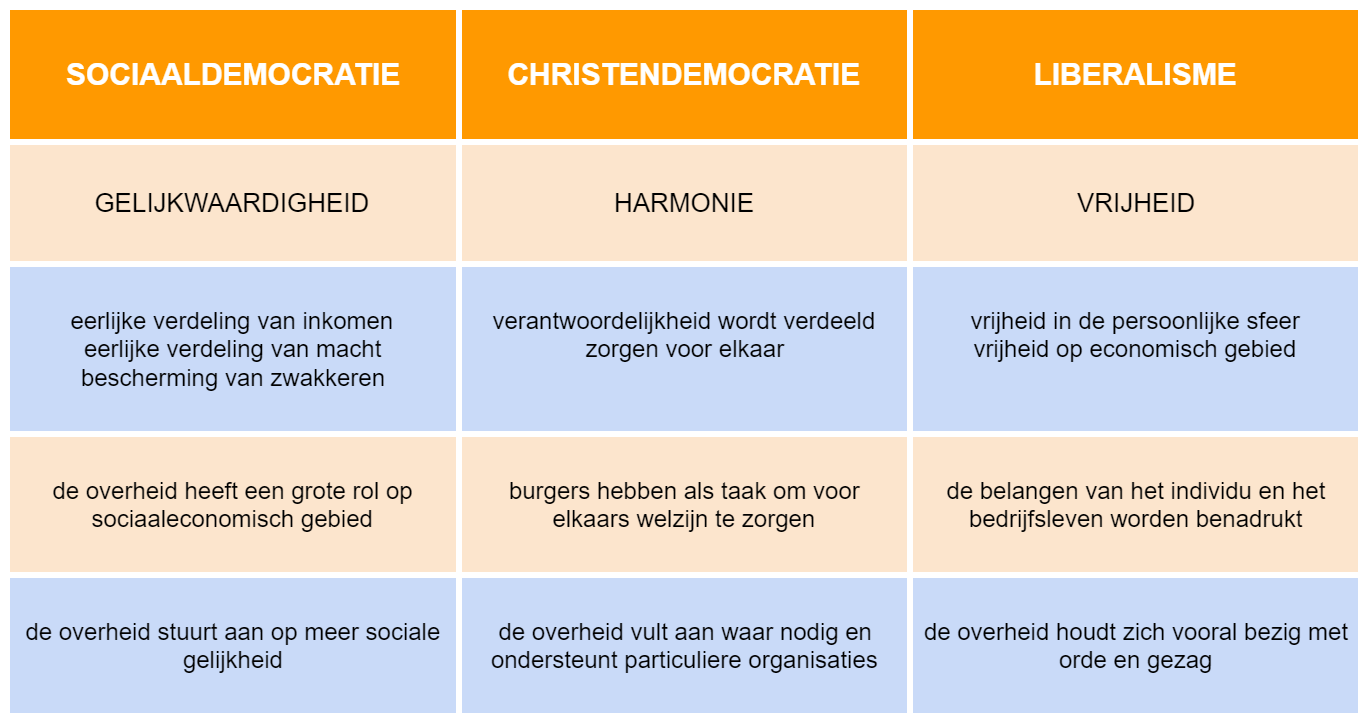
De drie politieke hoofdstromingen in Nederland schematisch weergegeven

De wetenschap der politiek, oftewel politicologie, is een discipline binnen de sociale wetenschappen die zich bezighoudt met het bestuderen van politiek. Het concentreert zich op vragen omtrent het tot stand komen van (collectieve) besluiten binnen en tussen staten. In het algemeen richt de politicologie zich op:
- vragen omtrent de betekenis van begrippen als vrijheid en macht;
- normatieve vragen, bijvoorbeeld met betrekking tot de morele rechtvaardiging van staatsinterventie of over de rechtvaardiging van oorlog;
- empirische vragen, dat wil zeggen met betrekking tot de manier waarop collectieve besluiten tot stand komen, zoals vragen over de manier waarop kiezers kiezen en ministers besluiten nemen;
- beleidsvragen, zoals vragen over de manier waarop bepaalde maatschappelijke problemen door staatsinterventie kunnen worden opgelost.